# Santa Cruz de Óñez
Santa Cruz de Óñez fue un fuerte fundado por Martín García Óñez de Loyola en mayo de 1594, cerca de la confluencia de los ríos Biobío y Laja en la margen derecha del tramo superior del río Rele en Catiray, a diez kilómetros al sur del Biobío. El sitio estuvo en un lugar elevado, pero con una escasez de agua. Las minas de oro se encontraban a través del Rele en una corriente llamada Millapoa.
El fuerte fue elevado al rango de ciudad en 1595 dándole el nombre de Santa Cruz de Coya, o Millacoya (del mapudungún milla, "oro"; y del quechua coya, "princesa inca").

## Entrada del Diccionario Jeográfico de Chile (1867)
Santa Cruz de Coya.—Ciudad fundada a fines de 1593 por el Gobernador Don Martin García Oñez de Loyola, quien, segun documentos firmados por el mismo, la denominó ciudad de Santa Cruz de Oñez, pero otros quieren que de Loyola y también de Coya, en honor de su esposa Doña Clara Beatriz Coya, hija de uno de los últimos incas del Perú. Mas la tradicion le ha conservado el nombre de Santa Cruz de Coya i el de Millacoya, que vale decir princesa de oro, combinando la palabra peruana coya, princesa, i la araucana milla, oro, con alusion a Millapué (seno de oro) con que se conocía la parte superior del riachuelo de Rele, Bobre el que se hallaba asentada. Efectivamente, su fundador la situó a unos trescientos metros a la orilla derecha de ese comente i a unos diez o doce de la ribera austral del Bio-bio en una llanura elevada, descubierta i escasa de agua. Trazó con regularidad sus calles i atrajo a ella un suficiente número de pobladores, la que no tardó en ostentar un buen caserío i las iglesias de San Francisco, la Merced, San Augustin i la parroquial, i otros edificios públicos i de gobierno. Mas despoblada en consecuencia de la muerte que dieron los indios a Loyola, fue indendiada i arruinada por éstos en 1599 : i no obstante que a principios de 1601 la restableció el Gobernador Rivera en un sitio mejor escojido, mas cercano al Bio-bio i de los fuertes de Chivicura i de Jesus, su existencia no logró prolongarse sino por corto tiempo, desapareciendo del todo despues, especialmente con el establecimiento de la ciudad de Monterei.
Diccionario jeográfico de la República de Chile, Francisco Solano Asta-Buruaga y Cienfuegos, 1867 D. Appelton & Cia , 1900 Harvard College Library,Cift of Archibald Carv Coolidge and Clarence Leonard Hay April 7, 1909 Pg.342